# Ceratosolen mysorensis
Ceratosolen mysorensis is een vliesvleugelig insect uit de familie vijgenwespen (Agaonidae). De wetenschappelijke naam is voor het eerst geldig gepubliceerd in 1953 door Joseph.